# Marina Alabau
Marina Alabau Neira (Sevilla, 31 de agosto de 1985) é uma velejadora espanhola. Campeão olímpica na classe RS:X.

## Carreira
Praticante do Windsurf, é medalhista olímpica nos jogos de Londres 2012, com a medalha de ouro.